# Desaparecida (serie de televisión mexicana)
Desaparecida es una serie de televisión mexicana de drama y suspenso creada por Sebastián Arrau para Televisión Azteca. Está protagonizada por Andrea Noli, Mauricio Islas y Diego Soldano. La serie se presentó en el MIPCOM de 2016 del Palacio de Festivales y Congresos de Cannes, Francia.

## Reparto
- Andrea Noli
- Mauricio Islas
- Diego Soldano
- Elvira Trejo -Sor Heidi

## Emisión
La serie estaba programada para emitirse originalmente en México a través de Azteca Trece. Sin embargo, esto no sucedió. Actualmente se encuentra disponible en streaming en Francia a través de la plataforma MyTF1, la cual lanzó los episodios desde el 17 de enero de 2020 al 24 de enero de 2020, finalizando con un total de 80 episodios.  En América Latina se encuentra disponible a través de la plataforma de Prime Video. Esta última solo lanzó 79 episodios desde el 22 de enero de 2020 al 12 de mayo de 2020. Posteriormente se estrenó en televisión de paga el 5 de octubre de 2020 a través de Mundo, canal privado de TV Azteca Internacional.